# 杉本宗春院
杉本 宗春院（すぎもと そうしゅんいん、明和7年（1770年） - 天保7年8月8日（1836年9月18日））は、江戸時代後期の幕府医官。字は子敬、名は良敬、良（りょう）、号は樗園（ちょえん）、通称は幸太郎、忠恩、仲温（ちゅうおん）。幕府医学館考証派を代表する儒医。
幕府医官・宮村永順受正の子息として生まれ、同じ医官・杉本良猷の養子となる。天明元年（1781年）家を継ぎ、杉本氏第六代となる。寛政6年（1794年）御番医師、同9年（1797年）西の丸侍医と累進し、同10年（1798年）転科を許され内科となる（杉本氏は外科の家柄であった）。文化5年（1808年）法眼となり、本城侍医となった。文政13年（1830年）法印に登り宗春院と号した。医学館総裁多紀元簡の没後、代って医学館を主導した。当時の代表的儒者である佐藤一斎とは親友であった。天保7年（1836年）没し、谷中瑞輪寺に葬る。子は家を継いだ忠温（ただあつ、懿則）ほか、幕府儒官成島司直の養子となった成島良譲、同じく幕府医官の養子となった遊佐九安、長尾全庵がある。また懿則の三女は佐藤一斎の嗣子・立軒に嫁いでいる。

## 著書
- 読傷寒論
- 金匱集説
- 難経滑義補正